# 아래측두이랑
아래측두이랑(inferior temporal gyrus, ITG) 또는 하측두회(下側頭回)는 대뇌의 측두엽의 하단에 위치한 뇌이랑이다. 위측두이랑, 중간측두이랑과 함께 측두엽의 세 이랑 중 하나이며 중간측두이랑 아래에 위치하고 후두엽 하단의 이랑과 연결되어 있다. 물체, 장소, 얼굴 및 색(색채 및 명도)의 표현과 관련하여 시각적 처리의 복측경로(腹-)의 상위 처리 조직 중 하나이다. 또한 방추이랑과 함께 얼굴 인식과 숫자, 글자 인식에도 관여 할 수 있다.
시야에 들어오는 대상의 시각 자극을 처리하며, 이를 식별하기 위해 기억과 기억 회상(memory recall)에 관여한다. 한편 시각 피질 영역(V1, V2, V3)인 후두엽은 아래측두이랑(IT, V4, V5)으로 이어지는 배쪽 흐름(ventral stream)과 함께 등쪽 흐름(dorsal stream)을 통해 시각정보가  비의식적 수준과 의식적 수준으로 거의 동시에 병렬처리를 이행하는 것으로 알려져있다.
한편 방추이랑(fusiform gyrus)은 대뇌 반구의 바닥면 및 안쪽면에서 관찰되는 영역으로, 후두측두고랑에 의해 아래관자이랑과, 후각뇌고랑 및 곁고랑에 의해 변연엽의 해마곁이랑(parahippocampal gyrus) 및 갈고리이랑(uncus)과 구분된다.
하위측두이랑은 중심측두고랑(central temporal sulcus) 아래에 위치한 측두엽의 앞쪽 영역이다.

## 구조

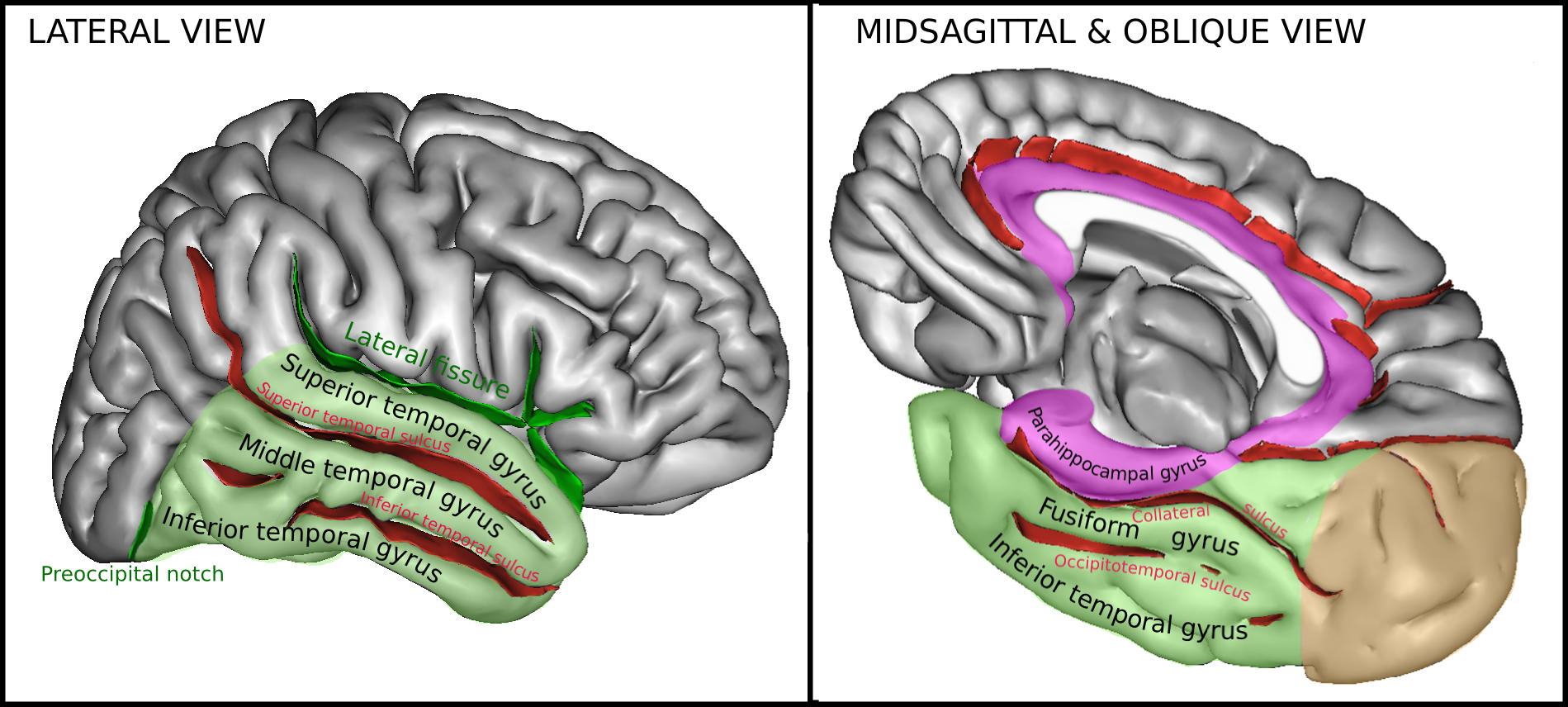
인간의 대뇌 우반구를 측면(왼쪽) 및 내측(오른쪽)에서 바라본 모습. 두 이미지 모두 아래측두엽이 하단에 표시되어 있다. 측두엽은 녹색으로, 후두엽은 갈색으로, 변연계는 보라색으로 표시함.

측두엽은 영장류에서 특별히 나타나는 구조이며, 인간에서 아래측두이랑은 다른 영장류에 비해 더욱 복잡한 형태를 보인다. 사람의 측두엽 하부는 하위측두이랑(inferior temporal gyrus), 중간측두이랑, 그리고 방추이랑으로 이루어진다. 측두엽을 측면에서 바라볼 때(즉, 머리를 옆에서 보고 측두엽의 표면을 보는 경우), 아래측두이랑은 측두엽의 아래쪽 부분을 따라 위치하며, 바로 위에 있는 중간측두이랑과는 아래측두고랑(inferior temporal sulcus)에 의해 구분된다. 또한 위측두고랑에 인접한 위측두이랑(superior temporal gyrus)의 하부 영역에서도 복측시각 경로와 관련된 시야 처리 과정 일부가 이루어진다. 뇌를 내측 및 하측면에서(즉, 뇌의 아래쪽에서 위를 향해 내측면을 살펴볼 경우) 보면, 아래측두이랑은 후두-측두고랑(occipital-temporal sulcus)에 의해 방추상이랑과 분리된다. 이처럼 인간의 하위측두피질은 다른 영장류에 비해 훨씬 복잡하며, 비인간 영장류의 아래측두피질은 인간과 달리 아래측두이랑, 방추상이랑, 중간측두이랑 등으로 명확히 구분되지 않는다.
이 뇌 영역은 아래측두피질에 해당하며, 시각적 대상 인식에 관여하고 처리된 시각 정보를 전달받는다. 영장류의 아래측두피질은 줄무늬겉질(striate cortex)과 줄무늬바깥겉질(extra-striate cortex)의 다양한 층을 통해 조직 및 처리된 서로 다른 시각 자극에 특화된 영역을 갖추고 있다. V1~V5 영역에 해당하는 가쪽무릎핵 및 덮개-시상침(tectopulvinar) 경로를 통해 전달되는 정보는 복측시각 경로를 거쳐 아래측두피질로 들어오며, 이 과정에서 주로 시각 자극의 색채 및 형태 정보가 처리된다. 인간과 비인간 영장류를 비교한 연구 결과에 따르면 아래측두피질은 시각적 형태 처리에 중요한 역할을 수행하는 것으로 나타났으며, 이는 인간과 마카크원숭이를 비교한 fMRI 연구 결과로도 뒷받침된다.

## 같이 보기
- 대뇌피질
- 시상